# Taraxacum fernandezianum
Taraxacum fernandezianum là một loài thực vật có hoa trong họ Cúc. Loài này được Dahlst. ex Dahlst. miêu tả khoa học đầu tiên năm 1922.